# 인디언자리 엡실론 Ab
인디언자리 엡실론 Ab는 인디언자리에 위치한 외계 행성이다. 2024년에 새로이 발견된 행성이다.

## 설명
엡실론 인디 Ab는 지구에서 12광년 떨어진 곳에 위치하고 있으며 모항성은 인디언자리 엡실론이다. 엡실론 인디 Ab는 슈퍼 목성에 속하는 외계 행성으로 태양계의 행성인 목성보다 6배 더 크고 질량이 무겁다. 엡실론 인디 Ab는 슈퍼목성에 속하는 행성 중에선 비교적 온도가 낮은 편인 행성으로 온도는 275K (섭씨 2 °C)이며 이는 슈퍼목성에 속하는 행성들 중에선 차가운 편이다. 지금까지 발견된 슈퍼목성에 속하는 행성들은 대체적으로 모항성과 매우 가깝거나 또는 모항성과 멀어도 생성된지 얼마되지 않았기 때문에 온도가 높은 행성들도 있다. 엡실론 인디 Ab는 슈퍼 목성에 속하는 행성들 중에서 온도가 낮은 편인데, 그 이유는 모항성과 제법 멀리 떨어져 있고 행성 자체도 생성된지 제법 오래되었기 때문이다. 이행성은 모항성을 한번 공전하는데 수십 년이 걸리고 모항성도 태양과 같은 G형 주계열성보다 온도가 낮은 K형 주계열성이다.

## 같이 보기
- 인디언자리
- 슈퍼목성
- 목성형 행성
- 외계 행성